# Пиччинни, Никколо
Вито Никколо Марчелло Антонио Джакомо Пиччинни (итал. Vito Niccolò Marcello Antonio Giacomo Piccinni; 16 января 1728, Бари — 7 мая 1800, Пасси, близ Парижа) — итальянский и французский композитор.

## Биография
Родился в семье музыканта. Первоначально его имя — Niccolò Vito Piccinni, но с приездом во Францию он упразднил второе n в своей фамилии, приблизив к французскому произношению. В отечественной лексикографической традиции (БРЭ, МЭ, МЭС и др.) принято написание с двумя «ч» и двумя «н».
Выдающийся представитель нового поколения неаполитанской оперной школы, он обогатил мелодику жанра оперы-буффа, внёс в музыку лиризм, расширил использование оперного оркестра, арий и ансамблей. Всего им написано 127 опер.
Впервые выступил как композитор в жанре оперы-буффа в 1754 году, написав на либретто Антонио Паломба оперу «Разгневанные женщины», которая была поставлена в неаполитанском театре «Фьорентини». Опера «Добрая дочка» по роману Ричардсона способствовала превращению итальянской комической оперы в лирическую музыкальную комедию, родственную мещанской драме. Параллельно развивал и оперу-сериа.
В 1767 году он был одним из главных претендентов на место капельмейстера при дворе королей Неаполя, но его обошёл молодой композитор Джан Франческо де Майо.
В конце 1776 года, приняв приглашение Французского двора преподавать пение королеве Марии-Антуанетте и возглавить парижский Итальянский театр, он переселился в Париж, где оказался в центре музыкально-общественной борьбы между «глюкистами» (приверженцами музыкальной школы сопереживаний К.-В. Глюка, ранее также переехавшего в Париж) и «пиччинистами», предпочитавшими его собственную музыку с классической литературно-драматической основой и внешней красотой.

Особенно обострились споры, когда в Париж в 1776 году приехал итальянский оперный композитор Никколо Пиччини, сыгравший положительную роль в развитии итальянской оперы-buffa. В области оперы-seria Пиччини, сохраняя традиционные черты этого направления, стоял на старых позициях. Поэтому враги Глюка решили противопоставить ему Пиччини и разжечь между ними соперничество. Эта полемика, длившаяся на протяжении ряда лет и затихшая лишь после отъезда Глюка из Парижа, получила название «войны глюкистов и пиччинистов». Борьба партий, сплотившихся вокруг каждого композитора, не отражалась на отношениях между ними самими. Пиччини, переживший Глюка, говорил, что он многим обязан последнему, и действительно, в своей опере «Дидона» Пиччини использовал оперные принципы Глюка.— 
Ярким выражением «победы» Глюка в споре с оппонентами реформы стал триумф оперы «Ифигения в Тавриде» (1774), в то время как одноимённая музыкальная трагедия Пиччинни (1781) осталась незамеченной. Так, Сальери в «Моцарт и Сальери» Пушкина говорит о себе: «Нет! никогда я зависти не знал, / О, никогда! — ниже́, когда Пиччини / Пленить умел слух диких парижан, / Ниже́, когда услышал в первый раз / Я Ифигении начальны звуки».
Постепенно последователи школы Глюка, среди которых Антонио Сальери и Антонио Саккини, понемногу вытесняли его произведения с основных оперных сцен.
С 1784 по 1789 год был профессором Королевской школы пения и декламации.
Его именем названа консерватория в Бари, где учились многие современные прославленные музыканты мира, в том числе Фабио Мастранджело и ряд других. Также его имя носит театр в Бари — Театр Пиччини, основанный в 1854 году.
Пиччини был масоном и входил в масонскую ложу «Девять сестёр».

### Потомки
- Сын: Луиджи Пиччини (1766—1827) — композитор, написал несколько опер для театров Парижа и Неаполя.
- Внук: Алессандро Пиччинни (Luigi Alessandro Piccinni) (1779—1850) — французский композитор.

## Избранные сочинения
- 1754 — опера «Разгневанные женщины» (театр «Фьорентини», Неаполь).
- 1756 — опера «Зиновия» (театр «Сан-Карло», Неаполь).
- 1760 — опера «Добрая дочка» («Чеккина») на либретто К. Гольдони по роману «Памела, или вознаграждённая добродетель» Ричардсона («Театр делле Даме», Рим)
- 1778 — опера «Роланд» (театр «Гранд-Опера», Париж)
- 1780 — «Атис»
- 1781 — «Ифигения в Тавриде» (театр «Гранд-Опера», Париж). Оперу с таким же названием на тот же сюжет сочинил в 1779 году и Глюк. Получились две оперы разных музыкальных течений по одному сюжету, что вызвало новый этап творческих баталий.
- 1783 — «Дидона». В XIX веке популярным было переложение для двух гитар увертюры к этой опере французского композитора Франсуа де Фосса.
- 1785 — «Пенелопа».
- Три оратории, в том числе «Смерть Авеля» (1792) — образец бравурного вокального стиля.

## Постановки в России
Опера «Добрая дочка» ставилась на сцене крепостного театра Шереметевых, где в главной роли Розетты блистала Прасковья Жемчугова. Там же прошли постановки других его опер («Атис», «Дидона», «Роланд»).